# Pseudoanthidium scapulare
Pseudoanthidium scapulare är en biart som först beskrevs av Pierre André Latreille 1809.  Pseudoanthidium scapulare ingår i släktet Pseudoanthidium och familjen buksamlarbin. Inga underarter finns listade i Catalogue of Life.